# Смодна
Смодна (укр. Смодна) — село в Косовской городской общине Косовского района Ивано-Франковской области Украины.
Расположено у подножия Карпат, в долине реки Рыбницы (приток Прута).
Население по переписи 2001 года составляло 1852 человека. Занимает площадь 9,327 км². Почтовый индекс — 78607. Телефонный код — 03478.